# Casey Frey
Pour les articles homonymes, voir Frey.
Casey Frey, né le 23 juin 1993[réf. nécessaire] est un danseur américain.

## Biographie
Casey Frey a grandi dans le comté de Mendocino et s'est fait connaître sur l'application Vine avec des vidéos de danse. Au moment de la fermeture de l'application en janvier 2017, il avait 250 000 abonnés.
En mai 2019, il poste une chorégraphie scénarisée pour la chanson GOMF de DVBBS qui devient virale. Le groupe l'a invité à participer à leur clip officiel.
Il fait ensuite une apparition dans le film Mainstream de Gia Coppola et le clip de la chanson The Business de Tiësto,.

## Vie privée
Casey Frey est ouvertement bisexuel,.